# 狭叶山矾
狭叶山矾（学名：Symplocos angustifolia）为山矾科山矾属下的一个种。

## 扩展阅读
維基物種上的相關：狭叶山矾